# 角殼多年臥孔菌
角殼多年臥孔菌，屬多孔菌科一種，是木棲寄生的中大型菇類。該菇類生長於如台灣等地之低中海拔林區，生長期間約是在春夏兩季之間。